# Небанківська фінансова установа
Неба́нківська фіна́нсова устано́ва — юридична особа, яка відповідно до законодавства України не є банком, надає одну або кілька фінансових послуг та внесена до Державного реєстру фінансових установ у порядку, установленому законодавством України.
До небанківських фінансових установ належать:
- кредитні спілки,
- ломбарди,
- лізингові компанії,
- довірчі товариства,
- страхові компанії,
- установи накопичувального пенсійного забезпечення,
- інвестиційні фонди і компанії,
- інші юридичні особи, виключним видом діяльності яких є надання фінансових послуг.

Небанківські фінансові установи, які є учасниками банківської групи, підлягають  нагляду  з  боку Національного банку України в межах нагляду на консолідованій  та субконсолідованій основі, відповідно до Закону України про банки та банківську діяльність.
Станом на 2019 рік капітал фінансових установ з іноземною участю зріс на 4,8% або на 447 мільйонів гривень. На 30 червня 2019 року сукупний уставний капітал складає 9,7 мільярдів гривень, з яких 51,3% приходиться на фінансові компанії, 44,8% - на страхові компанії, 3,4% - на ломбарди, 0,5% - на адміністраторів недержавних пенсійних фондів.